# Немачка подморница У-62
Подморница У-62 је била Немачка подморница типа II-Ц и коришћена је у Другом светском рату. Подморница је изграђена 21. децембар 1939. године, и служила је у 5. подморничкој флотили (21. децембар 1939 — 31. децембар 1939) - обука, 1. подморничкој флотили (1. јануар 1940 — 31. јануар 1940) - обука, 1. подморничкој флотили (1. фебруар 1940 — 30. септембар 1940) - борбени брод, и 21. подморничкој флотили (1. октобар 1940 — 2. мај 1945).

## Служба
Подморница У-62 испловљава из базе Хелголанд, 13. фебруара 1940. године, под командом Ханс-Бернхард Михаловског, на своје прво борбено патролирање. Након 22 дана патролирања, она упловљава 6. марта у базу Вилхелмсхафен, где остаје скоро месец дана – до 4. априла, када напушта ову базу и креће у ново патролирање. Дана, 25. априла 1940. године, подморница У-62 упловљава у базу Кил. На следеће своје патролирање, У-62 креће из базе Кил 18. маја 1940. године.
У ноћи, 29. маја 1940. године, подморница У-62 плови по површини у близини Куинт Бија, северозападано од Остендеа, како би напала бродове на рути „Y“ (Денкерк – Куинт Биј, Ремсгејт) током савезничке операције „Динамо“- евакуација савезничких трупа из Денкерка. Око 02:30 сати, док се подморница трудила да остане непримећене на позицији за напад, један од удаљенијих бродова изненада експлодира, и небо је на тренутак потпуно осветљено. Два торпеда са немачког торпедног чамца С-30 (заповедник Цимерман) погађају британски разарач HMS Wakeful (H 88), услед чега је експлодирао његов магацин са муницијом, и овај брод нестаје са површине у року 15 секунди, повукавши са собом око 700 људи, од којих су већином били британски и белгијски војници.
Британски миноловци HMS Gossamer и HMS Lydd, наоружани рибарски бродови HMS Comfort и HMS Nautilus, и разарач HMS Grafton (H 89) прилазе да покупе преживеле из воде и спуштају чамце за спашавање.
У 02:.50 сати, британски разарач HMS Grafton (H 89) је погођен једним торпедом, које је испаљено са подморнице У-62, и настаје пожар. Командант брода и многи људи који су се налазили на палуби, управо укрцани у Денкерку, су погинули услед експлозије торпеда.
Бродови у близини торпедованог разарача отварају ватру на један затамњен брод, за који су веровали да је нападач, и потапају рибарски брод HMS Comfort за неколико минута, сасређеном ватром из својих митраљеза и топова. Пред само свитање, горући разарач HMS Grafton (H 89) је потопљен са три погодка из топова разарача HMS Ivanhoe (D 16).
У почетку се на подморници У- 62 веровало да су потопили француски трговачки брод Douaisien (2.954 тона) на основу извештаја који су добили, међутим овај брод је потонуо након што је ударио у једну мину. Други рибарски брод, HMS Nautilus, који је такође учествовао у сакупљању преживелих са торпедованих бродова, је потопљен код Денкерка, касније у току дана.
Након 17 дана патролирања, подморница У-62 упловљава 3. јуна у базу Вилхелмсхафен. Из које 13. јуна одлази у ново патрилрење. На свом четвртом по реду патролирању, У-62 не бележи никакве успехе, и 5. јула упловљава у базу Берген, Норвешка. Пет дана касније – 10. јула, она поново креће на патролирање. У 18:28 сати 19. јула 1940. године, британски трговачки брод Pearlmoor (заповедник Џејмс Базил Роџерс), који је одлутао од конвоја SL-38, је погођен једним торпедом са подмопрнице У-62, прелама се на два дела и тоне заједно са 7.860 тона гвоздене руде, на око 62 наутичке миље од Мелин Хеда. Заповедник и 25 чланова посаде успева да се искрца на острво Гола, док је 13 чланова посаде погинуло.
Дана, 29. јула, британска подморница HMS Sealion уочава немачку подморницу У-62 која се враћала из патроле. HMS Sealion испаљује три торпеда, али Немци уочавају кроз перископ торпеда и избегавају сва три торпеда. Подморница У-62 упловљава 2. августа у базу Кил, и то је био крај њених борбених акција. До краја рата она служи као школски брод, и посада је сама потапа 2. маја 1945. године, у бази Вилхелмсхафен, како не би пала савезницима у руке.

## Команданти
- Ханс-Бернхард Михаловски (21. децембар 1939 — 20. мај 1941)
- Лудвиг Форстнер (20. мај 1941. - септембар 1941)
- Макс Винтермајер (септембар 1941. - 4. новембар 1941)
- Валдемар Мехл (5. новембар 1941 — 19. новембар 1941) (Витешки крст)
- Хорст Шинеман (20. новембар 1941 — 13. април 1942)
- Дитрих Еп (14. април 1942 — 15. септембар 1942)
- Адолф Шенберг (16. септембар 1942 — 19. јул 1943)
- Хорст Слевот (20. јул 1943 — 31. октобар 1944)
- Ханс-Екарт Аугустин (1. новембар 1944 — 20. март 1945)

## Бродови
| Име брода | Држава               | Тежина     | Година изградње | Датум напада  | Напомена |
|           | Уједињено Краљевство | 1.350 тона | 1936.           | 29. мај 1940. | Потопљен |
|           | Уједињено Краљевство | 4.581 тона | 1923.           | 19. јул 1940. | Потопљен |
| --------- | -------------------- | ---------- | --------------- | ------------- | -------- |